# Винчестер (Канзас)
Винчестер (енгл. Winchester) град је у америчкој савезној држави Канзас.

## Демографија
По попису из 2010. године број становника је 551, што је 28 (-4,8%) становника мање него 2000. године.
| Група             | 2000.       | 2010.       |
| Белци             | 553 (95,5%) | 539 (97,8%) |
| Афроамериканци    | 0 (0,0%)    | 0 (0,0%)    |
| Азијати           | 1 (0,2%)    | 0 (0,0%)    |
| Хиспаноамериканци | 10 (1,7%)   | 5 (0,9%)    |
| Укупно            | 579         | 551         |